# Рунку (Констанца)
Рунку (рум. Runcu) насеље је у Румунији у округу Констанца у општини Пантелимон. Oпштина се налази на надморској висини од 71 m.

## Становништво
Према подацима из 2002. године у насељу је живело 466 становника, од којих су сви румунске националности.